# Polnische Eishockeyliga 1961/62
Die Saison 1961/62 war die 7. Spielzeit der Ekstraliga, der höchsten polnischen Eishockeyspielklasse, und die 27. Spielzeit der polnischen Eishockeymeisterschaft. Meister wurde zum insgesamt dritten Mal in der Vereinsgeschichte Górnik Katowice. Polonia Bydgoszcz stieg in die 2. Liga ab.

## Modus
In der Hauptrunde absolvierte jede der sechs Mannschaften insgesamt 30 Spiele. Der Erstplatzierte der Hauptrunde wurde Meister. Der Letztplatzierte der Hauptrunde stieg in die 2. Liga ab. Für einen Sieg erhielt jede Mannschaft zwei Punkte, bei einem Unentschieden gab es einen Punkt und bei einer Niederlage null Punkte.

## Mannschaften
| Baildon Katowice |

| Warszawa |

| Górnik Katowice |

| Nowy Targ |

| Bydgoszcz |

| Toruń |

| Baildon Katowice |

| Warszawa |

| Górnik Katowice |

| Nowy Targ |

| Bydgoszcz |

| Toruń |

## Hauptrunde
|    | Klub                | Sp | S  | U | N  | Tore    | Punkte |
| -- | ------------------- | -- | -- | - | -- | ------- | ------ |
| 1. | Górnik Katowice     | 30 | 24 | 1 | 5  | 162:74  | 49     |
| 2. | Legia Warszawa      | 30 | 21 | 2 | 7  | 178:75  | 44     |
| 3. | Podhale Nowy Targ   | 30 | 14 | 4 | 12 | 111:110 | 32     |
| 4. | Baildon Katowice    | 30 | 11 | 3 | 16 | 128:139 | 25     |
| 5. | KS Pomorzanin Toruń | 30 | 7  | 3 | 20 | 99:173  | 17     |
| 6. | Polonia Bydgoszcz   | 30 | 5  | 3 | 22 | 89:196  | 13     |

Sp = Spiele, S = Siege, U = unentschieden, N = Niederlagen, OTS = Overtime-Siege, OTN = Overtime-Niederlage, SOS = Penalty-Siege, SON = Penalty-Niederlage